# Serjania subtriplinervis
Serjania subtriplinervis är en kinesträdsväxtart som beskrevs av Ludwig Radlkofer. Serjania subtriplinervis ingår i släktet Serjania och familjen kinesträdsväxter. Inga underarter finns listade i Catalogue of Life.